# Palworld
Palworld (Japans: パルワールド) is een computerspel ontwikkeld en uitgegeven door Pocket Pair voor de Xbox One, Xbox Series en Windows. Het actie-avonturenspel is uitgekomen op 18 januari 2024 als vroegtijdige toegang.

## Gameplay
De spelomgeving is een open wereld waarin dierlijke wezens leven, genaamd "Pals". De speler kan deze Pals beschieten en vangen, om ze vervolgens te gebruiken voor het bouwen van een basis of in andere gevechten. Beschikbare wapens zijn onder meer pijl-en-boog en speren, maar ook machinegeweren en raketwerpers.
Doel van het spel is het verkennen van Palpagos Islands en de vele verborgen geheimen, en het vangen en trainen van de "Pals". Spelers moeten hun hongermeter aanvullen, eenvoudige wapens bouwen, en grondstoffen verzamelen om een basis te bouwen, die dient als punt om snel tussen te reizen.
Palworld kan zowel alleen als in multiplayer worden gespeeld met maximaal 32 andere spelers.

## Ontvangst en verkoop
Doordat het spel grote overeenkomsten heeft met de Pokémon-serie, kreeg het al snel de bijnaam "Pokémon met wapens".
Palworld werd in de eerste recensies overwegend positief ontvangen. Men prees de gameplay en satirische opzet, maar kritiek werd er gegeven op het afgezaagde ontwerp en elementen als het aan het werk zetten van de gevangen wezens.
Het spel werd al snel opgemerkt door gamers en verkocht in de eerste vier dagen na vroegtijdige toegang ruim 6 miljoen keer.